# Diane de Beausacq
Marie Joséphine de Suin, comtesse de Beausacq par son mariage, née le 3 octobre 1829 à Cherbourg et morte le 19 décembre 1899 dans son appartement du 41, rue d'Amsterdam dans le 8e arrondissement de Paris, est une femme de lettres française connue sous le pseudonyme de comtesse Diane.

## Biographie
Fille du vice-amiral Alfred de Suin (1796-1861), préfet maritime à Lorient, et de Pauline Fouquier, elle épouse en 1850 à Lorient, l'ingénieur maritime Alfred de Beausacq (1824-1883), dont elle a un fils Raoul, officier de marine. 
Nièce d'Adolphe et Anastasie de Circourt, la "comtesse Diane" tient salon à Paris où elle reçoit notamment Jane Dieulafoy, Henri Martin, Sully Prudhomme, Jean Aicard, José-Maria de Heredia, Georges Thiébaud, Jules Ricard, Édouard Hervé, Hélène Vacaresco. Selon l'historienne Anne Martin-Fugier, Pierre Loti doit son élection à l'académie française à la fréquentation assidue de son salon comme à celui de Juliette Adam. 
La publication de ses Maximes de la vie chez Ollendorf rencontre un grand succès éditorial en 1883. 
Grande voyageuse, elle visite l'Europe mais aussi l'Asie et l'Afrique, elle se lie à la première reine de Roumanie qui écrivait sous le pseudonyme de Carmen Sylva.  
Elle est officière d'Académie et de l'ordre roumain du Ben mérité. Elle est aussi décorée de la Croix des ambulances et de la société d'encouragement au bien, médaille de Chicago.
Son testament lègue à l’État son portrait par Jean-Jacques Henner, peint en 1886 et exposé au musée d'Orsay.

## Œuvres
- Maximes de la vie, édit. Ollendorff, 1883.
- Maximes de la vie, préface par Sully Prudhomme, de l'Académie francaise, Paris, Paul Ollendorff, 1896
- Livre d'or de la comtesse Diane, préface par Gaston Bergeret, édit Ollendorff, 1886.
- Les glanes de la vie, Préface par Pierre Loti, Paris, Paul Ollendorff , 1898

## Armoiries
de Beausacq : d’azur au château ouvert flanqué de deux tours et sommé d’un troisième tour, sur laquelle flotte une bannière, le tout d’argent, au lion rampant d’or, tenant une épée d’argent, posé dans l’ouverture du château.